# Lycioides loculatus
Lycioides loculatus är en insektsart som beskrevs av Ball 1916. Lycioides loculatus ingår i släktet Lycioides och familjen dvärgstritar. Inga underarter finns listade i Catalogue of Life.